# Omar Benson Miller

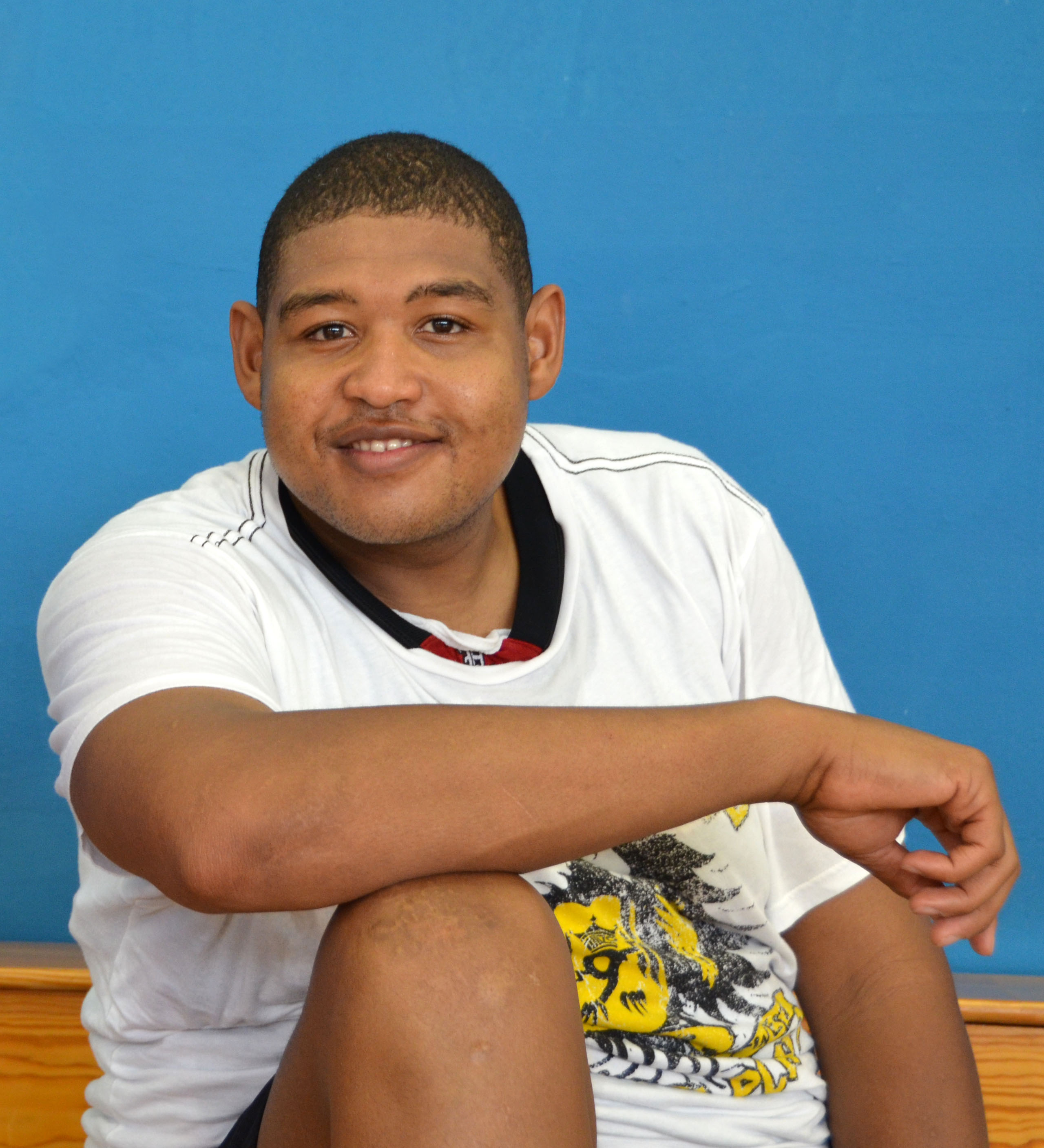
Omar Benson Miller (2011)

Omar Benson Miller (* 7. Oktober 1978 in Los Angeles, Kalifornien) ist ein US-amerikanischer Schauspieler.
Nach dem erfolgreichen Besuch der Highschool studierte er an der State University in San José.
Seine erste Filmrolle hatte er mit einem Auftritt in Obstacles im Jahr 2000. Durch seine Rolle in Eminems 8 Mile (2002) wurde er einem breiteren Publikum bekannt. 2004 spielte er eine kleinere Rolle im Tanzfilm Darf ich bitten? neben Richard Gere.
Im Jahr 2005 folgten Rollen in der 50 Cent-Filmbiografie Get Rich Or Die Tryin’ und in American Pie präsentiert: Die nächste Generation. Es schlossen diverse Film- und Fernsehrollen an. Mitte der 2010er und in den 2020er Jahren war er in verschiedenen wiederkehrenden Serienrollen zu sehen. Sein Schaffen umfasst mehr als 50 Produktionen. 2018 und 2023 wurde er bei den Image Awards nominiert, 2008 erhielt er eine Nominierung für den Black Reel Award für den Film Buffalo Soldiers ’44 – Das Wunder von St. Anna.

## Filmografie
- 2000: Obstacles
- 2002: Das sexte Semester (Sorority Boys)
- 2002: 8 Mile
- 2003: Undefeated (Fernsehfilm)
- 2004: Darf ich bitten? (Shall We Dance)
- 2005: Get Rich or Die Tryin’
- 2005: American Pie präsentiert: Die nächste Generation (American Pie Presents: Band Camp)
- 2005: Sex, Love & Secrets (Fernsehserie, acht Folgen)
- 2006: Law & Order: New York (Law & Order: Special Victims Unit, Fernsehserie, Folge 7x20 Fat)
- 2007: Eine neue Chance (Things We Lost in the Fire)
- 2007: Glück im Spiel (Lucky You)
- 2007: Gordon Glass
- 2007: Transformers
- 2008: The Express
- 2008: Buffalo Soldiers ’44 – Das Wunder von St. Anna (Miracle at St. Anna)
- 2009: Eleventh Hour – Einsatz in letzter Sekunde (Eleventh Hour, Fernsehserie, fünf Folgen)
- 2009–2012: CSI: Miami (Fernsehserie, 63 Folgen)
- 2010: Duell der Magier (The Sorcerer’s Apprentice)
- 2013: Homefront
- 2014: House of Lies (Fernsehserie, Folge 3x06)
- 2015–2019: Ballers (Fernsehserie, 47 Folgen)
- 2018: Rise of the Teenage Mutant Ninja Turtles (Fernsehserie, sechs Folgen)
- 2019: Above Suspicion
- seit 2021: Rugrats (Fernsehserie, Stimme)
- 2022: Die letzten Tage des Ptolemy Grey (The Last Days of Ptolemy Grey, Fernsehserie)
- 2022: Rise of the Teenage Mutant Ninja Turtles: The Movie (Stimme)
- 2023: True Lies (Fernsehserie)
- 2025: Blood & Sinners (Sinners)